# Isuzu Ascender
O  Ascender  é um SUV de porte médio da Isuzu.